# Sverre Haugli
Sverre Haugli (* 2. Oktober 1982 in Jevnaker) ist ein norwegischer Eisschnellläufer.
Sverre Haugli ist seit der Saison 2006/07 international aktiv. Der Langstreckenspezialist ist Enkel des Eisschnellläufers Sverre Ingolf Haugli und Bruder von Maren Haugli. Im November 2006 debütierte er in Heerenveen über 5000 Meter im Weltcup, wo er den 15. Platz erreichte. In Turin kam er im Februar 2007 im Teamlauf als Sechster und über 5000 Meter als Achter erstmals in die Top-Ten-Ränge. In der folgenden Saison kam er in Calgary mit der Mannschaft als Zweitplatzierte erstmals aufs Treppchen. Bei der Mehrkampf-Europameisterschaft in Klobenstein belegte er im Januar 2007 den elften, bei der Mehrkampf-Weltmeisterschaft im Februar in Heerenveen den 18. Platz.
Am 10. Mai 2010 gab Sverre Haugli das Ende seiner Sportlerkarriere bekannt. Er begründete dies mit den besseren ökonomischen Voraussetzungen im Beruf als Leiter des Ringeriksbadets(Schwimmhalle) in Hønefoss.

## Persönliche Bestzeiten Eisschnelllauf
| Distanz  | Zeit     | Datum      | Ort                 |
| -------- | -------- | ---------- | ------------------- |
| 500 m    | 37,52    | 24.02.2007 | Salt Lake City, USA |
| 1000 m   | 1:12,02  | 24.03.2006 | Calgary, Kanada     |
| 1500 m   | 1:46,98  | 09.11.2007 | Salt Lake City, USA |
| 3000 m   | 3:45,22  | 03.11.2007 | Salt Lake City, USA |
| 5000 m   | 6:18,09  | 05.12.2009 | Calgary, Kanada     |
| 10.000 m | 13:12,75 | 23.11.2009 | Moskau, Russland    |